# ホモ・アンテセッサー
ホモ・アンテセッサー（英: Homo antecessor, ホモ・アンテセッソールとも）は、1994年にスペインのアタプエルカにあるグラン・ドリナ遺跡にて発見された30以上の化石群に対して、1997年にヒト属の新種として命名された種である。
しかし、まだこの遺跡でしか出土しておらず、これからの再検討が要される。
同遺跡では、ホモ・ハイデルベルゲンシスの化石も発見されており、連続性が主張されている。
正基準標本
ATD6-5［下顎骨］
標本群
ATD6-15［前頭骨］、ATD6-69［上顎骨］、ATD6-13［上顎骨］、ATD6-14［上顎骨］、ATD6-69［上顎骨］
年代
約80万年前